# 54.ª División (Ejército Popular de la República)
La 54.ª División fue una de las divisiones del Ejército Popular de la República que se organizaron durante la guerra civil española sobre la base de las Brigadas Mixtas. Llegó a operar en el frente de Levante.

## Historial
Durante 1937 en el frente Norte ya había existido una división que empleó esta numeración.
En la primavera de 1938, en el seno del IX Cuerpo de Ejército, se creó una división que recibió la numeración «54». Su primer comandante en jefe fue el teniente coronel Martín Calvo Calvo. Quedó compuesta por las brigadas mixtas 180.ª, 181.ª y 182.ª, de nueva creación. Algún tiempo después fue enviada al frente de Levante, donde quedó encuadrada en el XIII Cuerpo de Ejército. Llegó a participar en los combates de Levante, resistiendo la ofensiva franquista que trataba de conquistar Valencia. Durante las operaciones la unidad tuvo una destacada actuación, llegando a ser felicitada por las autoridades republicanas. El 11 de agosto de 1938 el mando de la unidad pasó al mayor de milicias Francisco Fervenza. Durante el resto de la contienda la unidad permaneció inactiva en el frente de Levante.

## Mandos
Comandantes
- Teniente coronel Martín Calvo Calvo;[5][8]
- Mayor de milicias Francisco Fervenza Fernández;[7]

Comisarios
- Eleuterio Dorado Lanza, de IR;[9]

Jefes de Estado Mayor
- Mayor de milicias José García Benedito;
- Mayor de milicias Gonzalo Castelló Gómez-Trevijano;

## Orden de batalla
| Fecha               | Cuerpo de Ejército adscrito | Brigadas Mixtas integradas | Frente de batalla |
| ------------------- | --------------------------- | -------------------------- | ----------------- |
| 30 de abril de 1938 | IX Cuerpo de Ejército       | 180.ª, 181.ª y 182.ª       | Andalucía         |
| Agosto de 1938      | XIII Cuerpo de Ejército     | 180.ª, 181.ª y 182.ª       | Levante           |